# Fabienne Tomasini
Fabienne Tomasini (født 14. maj 1997 i Lustenau, Østrig) er en kvindelig østrigsk håndboldspiller, der spiller for schweiziske LC Brühl Handball i Spar Premium League og Østrigs kvindehåndboldlandshold, som højre fløj.

## Meritter
- Spar Premium League:
  - Vinder: 2019
- SuperCupsieger:
  - Vinder: 2019